# BigDog
O BigDog é um projeto de robô militar que estava em desenvolvimento pela Boston Dynamics a partir de 2005, constituindo-se numa espécie de "mula-sem-cabeça" de carga. Esse robô possuía a capacidade de carregar até 150kg em sua estrutura. Além disso, reagia à movimentos ao seu redor, não caindo ao ser empurrado ou caso escorregue, conseguindo caminhar em qualquer terreno (Inclusive gelo).
Em 2015, o robô foi descontinuado. Existia a expectativa de que fosse utilizado por militares nos EUA para transporte de carga, porém, dado que seu motor causava muito barulho, não poderia ser utilizado em combate.